# Matthew Leone
Matthew Jonathan Leone (Chicago, Illinois, 1980. május 13. –) a Madina Lake rockbanda basszusgitárosa. Matthew három perccel idősebb, mint ikertestvére, Nathan Leone, aki a Madina Lake szólóénekese.

## Ifjúkora
Matthew az Illinois állambeli Chicago külvárosaiban nőtt fel. Ikertestvérén kívül három nővére is van: Allison, Jill és Paula. Matthew és Nathan és a lányok a fiúk 12 éves korában vesztették el édesanyjukat autóbaleset következtében.
Matthew sportösztöndíjjal az Indiana állambeli Indianapolis Butler University-jére járt egyetemre. Hivatásos labdarúgó volt az Egyesült Államokban és kilenc hónapig az olaszországi Firenzében. Rövid ideig a Columbia College-on zenei menedzsmentet tanult.

## Pályafutása
Matthew először 21 éves korában vette kézbe a basszusgitárt. Első zenetanára, akitől szakmai támogatást remélt, határozottan elutasította, mondván keze túlságosan kicsi ahhoz, hogy a basszusgitáron játsszon. Ezek után többé nem fordult zenetanárhoz, inkább autodidakta módon tanult a hangszeren játszani. Matthew többnyire a mutató- és középső ujjával játszik, de ritka alkalmanként pengetővel is látták már játszani.
Matthew és fivére 1998-ban alakította meg első zenekarát a The Blank Theory-t. A The Blank Theory kezdeti éveiben saját kiadót is létrehoztak, a 4 Alarm Records-ot, melynek a The Frogs, a The Pinehurst Kids és a Monkey Paw banda is része volt.
Nathan és Matthew részt vett egy, ikrek számára indított televíziós valóságshowban, a Fear Factorban, melyet megnyertek. Az 50 000 dolláros nyereménnyel indították be a Madina Lake-et. A zenekar első saját középlemeze (EP), a The Disappearance of Adalia 2006 elején jelent meg. Később szerződést kötöttek a Roadrunner Records-szal és létrehozták első nagy albumukat, melynek címe From Them, Through Us, to You volt. Ez az album 2007 márciusában jelent meg.
Matthew a The Smashing Pumpkins, a Muse és a Nine Inch Nails alternatív rockzenekarokat említi kedvencként, állítása szerint ezek a zenekarok tették saját zenéjére a legnagyobb hatást.
Kedveli a filozófiát, és reményei szerint egyszer sikeres író lesz belőle. Ő a szerzője a The Auspice Book (Előjelek könyve) című műnek – egy képzelt városról, a Madina Lake-ről szóló mitológiai történetnek, – mely egyben a zenekar névadója is. A könyv kiadását részletekben tervezi, az egyes részeket a zenekar weboldalán megtalálható nyomravezető jelek segítségével lehet összeállítani. Dalainak egy része is a könyv egyes részleteire utal.
Mivel gyakran összetévesztették ikertestvérével, Nathannal, hosszú időn át fekete sávot festett a hajába. Egyszer, amikor a Kerrang rockmagazinnak adott interjú során megkérdezték, hogy hová tűnt a fekete sáv ezt válaszolta: „Hogy őszinte legyek, elegem volt abból, hogy hetente átfessem”.

## Hangszerek
- Music Man StingRay basszusgitár
- Fender dzsessz basszusgitár
- Ampeg SVT fej és 8x10 Cab

## Zenekari felszerelés
- Marshall MB450H basszus fej 4x10 és 1x15 Cab
- Music Man Prototype Bass